# 奥斯塔公爵阿梅迪奥王子桥
奥斯塔公爵阿梅迪奥王子桥（Ponte Principe Amedeo Savoia Aosta，Ponte PASA）是意大利罗马的一座桥梁，连接桑加罗河岸（Lungotevere dei Sangallo）与罗维雷广场，位于庞特、特拉斯提弗列和博尔戈区。
这座桥有3个砖砌拱门，铺有白色大理石。拱门将台伯河分成3个分支。
它的东面连接佛罗伦萨的圣若望圣殿与维托里奥·埃马努埃莱二世大街地区，西面有隧道通往奥雷利亚街。

## 历史
这座桥是献给埃塞俄比亚总督奥斯塔公爵阿梅迪奥王子。
这座桥的建造委托给Stoelker公司，而设计是由罗马市实施。
这座桥于1942年完工，历经34个月和几次中断。在施工期间，使用了临时铁桥，以保证交通流通。